# سیارک ۳۲۵۳۲
سیارک ۳۲۵۳۲ (به انگلیسی: 32532 Thereus، نامگذاری:2001PT13) سی و دو هزار و پانصد و سی و دومین سیارک کشف شده‌است که در ۹ اوت ۲۰۰۱ کشف شد.